# Kyōko Fukada
Kyōko Fukada (深田 恭子 Fukada Kyōko?,  Kita, Tokio, 2 de noviembre de 1982) es una actriz y cantante japonesa. En Japón, su nombre a veces se contrae al apodo Fukakyon. Es la ganadora del premio a la Mejor Actriz en el Festival de cine de Yokohama por Kamikaze Girls.

## Filmografía

### Películas
| Año  | Título                                          | Personajes       | Notas           |
| ---- | ----------------------------------------------- | ---------------- | --------------- |
| 1998 | Shinjuku Shōnen Tanteidan                       |                  |                 |
| 1999 | Ring 2                                          | Kanae Sawaguchi  |                 |
| 2000 | Shisha no Gakuensai                             |                  | Papel principal |
| 2001 | Tokyo Zansu                                     |                  | Papel principal |
| 2002 | Dolls                                           | Haruna           |                 |
| 2003 | Onmyoji II                                      |                  |                 |
| 2003 | Like Asura                                      | Sakiko Jinnai    |                 |
| 2004 | Kamikaze Girls                                  | Momoko Ryugasaki | Papel principal |
| 2006 | Tenshi                                          | Tenshi           | Papel principal |
| 2006 | Inugamike no Ichizoku                           |                  |                 |
| 2009 | Yatterman                                       | Doronjo          |                 |
| 2009 | Ururu no Mori no Monogatari                     | Chie Shono       |                 |
| 2010 | Alicia en el país de las maravillas             | Reina blanca     | Doblaje japonés |
| 2010 | Renai Gikyoku: Watashi to Koi ni Ochite Kudasai |                  | Papel principal |
| 2011 | Wild 7                                          | Yuki Honma       |                 |
| 2013 | Roommate                                        | Reiko Nishimura  |                 |
| 2014 | Mission Impossible: Samurai                     |                  |                 |
| 2014 | The Great Shu Ra Ra Boom                        | Kiyoko Hinode    |                 |
| 2015 | Joker Game                                      | Rin              | Papel principal |
| 2018 | The Flying Tire                                 | Fumie Akamatsu   |                 |

### Televisión
| Año  | Título                                          | Personajes            | Notas                                                 |
| ---- | ----------------------------------------------- | --------------------- | ----------------------------------------------------- |
| 1997 | Five                                            | Sanae Yodobashi/Kanae |                                                       |
| 1997 | Sore ga Kotae da!                               | Kazune Mizuno         |                                                       |
| 1998 | News no Onna                                    | Aya Uchida            |                                                       |
| 1998 | Kamisama, Mō Sukoshi Dake                       | Masaki Kano           | También conocido como Precious Time                   |
| 1999 | Oni no Sumika                                   | Ayumi Kato            | Papel principal                                       |
| 1999 | To Heart: Koishite Shinitai                     | Toko Miura            |                                                       |
| 1999 | Tengoku no Kiss                                 | Mika Izumisawa        |                                                       |
| 2000 | Soshite, Tomodachi                              |                       | Papel principal, especial de televisión               |
| 2000 | Imagine                                         | Yu Iijima             | Papel principal junto a Hitomi Kuroki                 |
| 2000 | Food Fight                                      | Manami Tamura         |                                                       |
| 2001 | Strawberry on the Shortcake                     | Yui Misawa            |                                                       |
| 2001 | Fighting Girl                                   | Sayoko Yoshida        | Papel principal                                       |
| 2002 | Friends                                         | Tomoko Asai           | Papel principal, especial de televisión de dos partes |
| 2002 | First Love                                      | Kasumi Ezawa          |                                                       |
| 2002 | Remote                                          | Kurumi Ayaki          | Papel principal                                       |
| 2002 | Otōsan                                          | Kei Shindo            |                                                       |
| 2003 | Hakoiri Musume!                                 | Akari Komori          | Papel principal                                       |
| 2004 | Futari                                          | Mutsumi Kamagata      | Especial de televisión                                |
| 2004 | Kanojo ga Shinjatta                             | Reiko Ishii           |                                                       |
| 2004 | Nōka no Yome ni Naritai                         | Wako Yoshikawa        | Papel principal                                       |
| 2004 | Minami-kun no Koibito                           | Chiyomi               | Papel principal junto a Kazunari Ninomiya             |
| 2004 | Xmas Nante Daikirai                             | Fuyumi Kurihara       | Papel principal                                       |
| 2004 | Tokugawa Tsunayoshi: Inu to Yobareta Otoko      | Matsuko               | Jidaigeki Especial de televisión                      |
| 2005 | Fugo Keiji                                      | Miwako Kanbe          | Papel principal                                       |
| 2005 | Shiawase ni Naritai!                            | Hikari Asada          | Papel principal junto a Yuki Matsushita               |
| 2005 | Umeko                                           | Miyo Ota              | Papel principal                                       |
| 2006 | Akai Kiseki                                     | Rinko Sekiguchi       | Papel principal                                       |
| 2006 | Fugō Keiji 2                                    | Miwako Kanbe          | Papel principal                                       |
| 2007 | Watashi no Atama no Naka no Keshigomu           | Kana Kono             | Papel principal                                       |
| 2007 | Yama Onna Kabe Onna                             | Marie Mariya          | Papel principal junto a Misaki Ito                    |
| 2007 | Kimi ga Kureta Natsu                            | Tokiko Kizaki         | Especial de televisión                                |
| 2007 | Ikiru                                           | Sachi Odagiri         |                                                       |
| 2007 | Galileo                                         | Shizuko               | Episodio 7 aparición especial                         |
| 2007 | Aoi Hitomi to Nuage                             | Erika Ichinose        | Papel principal                                       |
| 2008 | Mirai Koshi Meguru                              | Meguru Yoshida        | Papel principal                                       |
| 2008 | Gakkō ja Oshierarenai!                          | Mai Aida              | Papel principal                                       |
| 2009 | Tenchijin                                       | Yodo-dono             |                                                       |
| 2009 | Kurobe no Taiyō                                 | Ayako Kawaguchi       |                                                       |
| 2009 | Karei naru Spy                                  | Dorothy               |                                                       |
| 2010 | Massugu na Otoko                                | Narumi Kurita         |                                                       |
| 2010 | Second Virgin                                   |                       |                                                       |
| 2010 | Genya                                           | Mifuyu Shinkai        | Papel principal                                       |
| 2010 | Natsu no Koi wa Nijiiro ni Kagayaku             |                       | Episodio 10 aparición especial                        |
| 2011 | Sengyou Shufu Tantei ~Watashi wa Shadow         | Serina Asagi          | Papel principal                                       |
| 2012 | Tairano Kiyomori                                | Taira no Tokiko       |                                                       |
| 2012 | Tokyo Airport ~Tôkyô Kûkô Kansei Hoanbu~        | Kaori Shinoda         | Papel principal                                       |
| 2013 | Namonaki Doku                                   | Satomi Kajita         | Papel principal                                       |
| 2013 | Kyou no Hi wa Sayounara                         | Yuriko Ōkubo          | Papel principal, especial de televisión               |
| 2014 | Silent Poor                                     | Ryō Satomi            | Papel principal                                       |
| 2014 | Tōi Yakusoku ~Hoshi ni Natta Kodomotachi        | Kiyomi Matsubara      | Especial de televisión                                |
| 2014 | Cabin Attendant Keiji ~New York Satsujin Jiken~ | Miho Saitō            | Papel principal, especial de televisión               |
| 2014 | Women Won't Allow It                            | Urara Iwasaki         | Papel principal                                       |
| 2015 | Second Love                                     | Yui Nishihara         | Papel principal                                       |
| 2016 | Please Love the Useless Me                      | Michiko Shibata       | Papel principal                                       |
| 2017 | Gekokujo Juken                                  | Kanako Sakurai        |                                                       |
| 2017 | Hello Hari Nezumi                               | Ranko Shidawara       |                                                       |

## Discografía

### Álbumes
- Flow: Kyoko Fukada Remixes (2002)
- Universe (2001)
- Moon (2000)
- Dear (1999)

### Solos
- Route 246 (2002)
- Kimi no hitomi ni Koishiteru (2001)
- I Remember (2001)
- Swimming (2001)
- How? (2001)
- Kirameki no Shunkan (2000)
- Easy Rider (1999)
- The Last Fruit (1999)